# NGC 4687
NGC 4687 (другие обозначения — UGC 7958, MCG 6-28-31, MK 442, ZWG 188.21, KUG 1244+356, PGC 43157) — эллиптическая галактика (E1) в созвездии Гончие Псы.
В галактике наблюдается повышенное ультрафиолетовое излучение, и потому её относят к галактикам Маркаряна.
Этот объект входит в число перечисленных в оригинальной редакции «Нового общего каталога».